# Electro-magnetische-Polka
Electro-magnetische-Polka (Polka électromagnétique) est une polka de Johann Strauss II (op. 110). L'œuvre est créée le 11 février 1852 dans la salle Sofienbad de Vienne.

## Histoire
La polka est composée pour le bal des techniciens, un carnaval pour les étudiants en technologie et en ingénierie de l'Université de Vienne, et est également interprétée à cette occasion. Strauss donne à la polka le nom du département de ces étudiants et traite musicalement l'électromagnétisme, qui est pour le moins entouré de mystère à cette époque. La pièce est ensuite dédiée à ces étudiants.

## Durée
Sa durée d'exécution est d'environ 2 minutes. Elle peut varier légèrement en fonction de l'interprétation musicale du chef d'orchestre.

## Interprétations notables
La pièce est jouée lors du célèbre concert du nouvel an à Vienne : en 2001, sous la direction de Nikolaus Harnoncourt, et en  2015, sous la direction de Zubin Mehta.